# Дружба (Донецкая область)
Дружба (укр. Дружба) — посёлок в Торецкой городской общине Бахмутского района Донецкой области Украины.
Население по переписи 2001 года составляло 1860 человек. Телефонный код — 6247. Код КОАТУУ — 1411245305. По информации Института изучения войны, 6 ноября 2024 года Вооружённые силы РФ заняли посёлок Дружба.